# Gebhard Aberer
Gebhard Aberer (ur. w 1959) – austriacki skoczek narciarski. Uczestnik mistrzostw świata juniorów (1977). 

## Mistrzostwa świata juniorów

### Indywidualnie
| 1977 Sainte-Croix | – | 20. miejsce |

### Starty G. Aberera na mistrzostwach świata juniorów – szczegółowo
| Miejsce | Dzień     | Rok  | Miejscowość  | Skocznia           | Punkt K | Konkurs  | Skok 1 | Skok 2 | Nota      | Strata   | Zwycięzca   |
| ------- | --------- | ---- | ------------ | ------------------ | ------- | -------- | ------ | ------ | --------- | -------- | ----------- |
| 20.     | 21 lutego | 1977 | Sainte-Croix | Tremplin du Châble | K-87    | indywid. | 67,0 m | 66,0 m | 168,5 pkt | 62,5 pkt | Pavel Fízek |

## Puchar Świata

### Miejsca w klasyfikacji generalnej
| Sezon     | Miejsce |
| --------- | ------- |
| 1979/1980 | 43.     |
| 1980/1981 | 44.     |

### Miejsca w poszczególnych konkursachPucharu Świata
| Sezon 1979/1980 |                        |                        |               |               |         |              |             |             |          |          |              |              |              |             |           |              |       |       |       |      |         |         |                     |                     |        |        |
| Cortina d’Ampezzo | Oberstdorf             | Garmisch-PartenkircheN | Innsbruck     | Bischofshofen | Sapporo | Sapporo      | Thunder Bay | Thunder Bay | Zakopane | Zakopane | Saint-Nizier | Saint-Nizier | Sankt Moritz | Gstaad      | Engelberg | Vikersund    | Lahti | Lahti | Falun | Oslo | Planica | Planica | Szczyrbskie Jezioro | Szczyrbskie Jezioro | punkty | punkty |
| - | -                      | -                      | 80            | 40            | -       | -            | -           | -           | ?        | 6        | 4            | ?            | -            | -           | -         | -            | -     | -     | -     | -    | -       | -       | 28                  | 62                  | 22     | 22     |
| Sezon 1980/1981 |                        |                        |               |               |         |              |             |             |          |          |              |              |              |             |           |              |       |       |       |      |         |         |                     |                     |        |        |
| Oberstdorf | Garmisch-Partenkirchen | Innsbruck              | Bischofshofen | Harrachov     | Liberec | Sankt Moritz | Gstaad      | Engelberg   | Ironwood | Ironwood | Sapporo      | Sapporo      | Thunder Bay  | Thunder Bay | Chamonix  | Saint-Nizier | Lahti | Lahti | Falun | Oslo | Bærum   | Planica | Planica             | punkty              | punkty | punkty |
| - | -                      | -                      | -             | -             | -       | -            | -           | -           | -        | -        | -            | -            | -            | -           | 8         | 8            | -     | -     | -     | -    | -       | -       | -                   | 16                  | 16     | 16     |
| Legenda |                        |                        |               |               |         |              |             |             |          |          |              |              |              |             |           |              |       |       |       |      |         |         |                     |                     |        |        |
| 1 2 3 4-10 11-15 poniżej 15 - – zawodnik nie wystartował ? – brak danych (zawodnik nie wystartował lub zajął miejsce poniżej 15) |                        |                        |               |               |         |              |             |             |          |          |              |              |              |             |           |              |       |       |       |      |         |         |                     |                     |        |        |